# 靈魂的重量
《靈魂的重量》（英語：21 Grams）是一部2003年上映的美國劇情電影，由墨西哥導演阿利安卓·崗札雷·伊納利圖執導，吉勒莫·亞瑞格編劇，西恩·潘所主演。電影採用非線性的敘述方式，並充滿片段跳躍的劇情來完成導演阿利安卓包括《愛情像母狗》和《火線交錯》在內三部電影的死亡三部曲。
电影的名称源自1907年试图测得灵魂重量的实验的结论。虽然科学界认为该实验有缺陷、不可靠，但该实验推广了灵魂的重量是21克的结论。

## 劇情
故事敘述保羅（西恩·潘飾）、傑克（班尼西歐岱托羅飾）和克莉絲汀（娜歐蜜·華茲飾）三個人，在他們的生命中短短幾個月的交錯，因為一場意外讓他們的生活和命運結合在一起。 
保羅是一位大學數學教授，他與妻子瑪莉（夏洛特·甘絲柏格飾）發現他們的婚姻面臨許多危機。保羅病重正在等待有人捐贈心臟來進行移植手術，此時瑪莉卻希望能透過人工受孕，即使他不幸去世也可以懷有他的小孩。克莉絲汀·派克是兩個小女孩的媽媽，她的家庭原本充滿希望與歡樂。但是傑克意外撞死克莉絲汀的丈夫和兩個孩子後，克莉絲汀酗酒、抽煙又嗑藥，直到她遇見保羅以前，這樣的生活持續了好幾個月。
而傑克從16歲起就開始偷車、酗酒又吸毒，多次進出監獄，雖然生活困苦卻全心全意的奉獻給上帝，他與妻子瑪莉亞（梅莉莎·李歐飾）艱苦的想養大他們的兩個小孩。但是他意外撞死克里斯汀的丈夫和兩個孩子後，他對上帝的信仰產生劇烈的變化。保羅獲得克里斯汀丈夫的心臟後，又獲悉妻子曾經歷流產後，所以選擇與妻子瑪莉離婚。
傑克後來入獄服刑，出獄後他拋家棄子，獨自來到一間汽車旅館。他看著身上滿是刺青，舉起刀子在手臂上劃下十字架。保羅雖然擁有一個新的心臟，但是他的身體卻出現排斥反應，前途一片黑暗。後來保羅向著傑克的身體連開三槍，但是並未殺死他。保羅的憐憫，反而加深傑克的痛苦。傍晚他闖入保羅與克莉斯汀的房間尋死，但是只被克莉斯汀毒打一頓。而無法忍受窒息之苦的保羅，卻在這個時候朝自己胸口開了一槍。
傑克和克里斯汀將保羅送到醫院。傑克告訴警方，他朝保羅開槍，但是他沒死。後來克里斯汀在醫院得知她懷孕的消息，而傑克最終也回到他的家庭。

## 演員
- 西恩·潘 飾演 保羅·李佛斯（Paul Rivers）
- 娜歐蜜·華茲 飾演 克莉絲汀娜·佩克（Cristina Peck）
- 丹尼·休斯頓 飾演 麥可（Michael）
- 班尼西歐·狄奧·托羅 飾演 傑克·喬登（Jack Jordan）
- 夏綠蒂·甘斯柏格 飾演 瑪麗·李佛斯（Mary Rivers）
- 約翰·魯賓斯坦 飾演 婦產科醫生（Gynecologist）
- 埃迪·馬森 飾演 約翰牧師（Reverend John）
- 梅莉莎·李歐 飾演 瑪麗安妮·喬登（Marianne Jordan）
- 馬克·湯瑪斯·穆索 飾演 佛萊迪（Freddy）
- 保羅·考爾德倫 飾演 布朗（Brown）
- 丹尼斯·歐哈拉 飾演 羅斯柏格博士（Dr. Rothberg）
- 凱文·查普曼 飾演 艾倫（Alan）
- 路·譚普爾 飾演 縣警（County Sheriff）
- 克麗亞·杜瓦爾 飾演 克勞蒂亞·威廉斯（Claudia Williams）
- 凱莉·納洪 飾演 凱西（Cathy）

## 評論
這部影片獲得正面的評價，爛番茄網站81％的評論家和89％的頂級評論家給與《靈魂的重量》正面評價。羅傑·艾伯特質疑的劇情非線性敘事的必要性，但是仍然稱讚演員的演技與電影整體的水準。埃爾維斯·米切爾也讚揚《靈魂的重量》，並稱讚這部電影「令人感到非常滿意」，認為《靈魂的重量》「可能是今年最出色的電影」。
這部電影也獲得商業上的成功，全球票房約6,000萬美元。

## 獎項
《靈魂的重量》入圍奧斯卡獎最佳女主角獎與最佳男配角獎，但是並未得獎。《靈魂的重量》也入圍5項英國電影和電視藝術學院電影獎（包括最佳女主角獎與最佳男主角獎），但是也未獲得任何獎項。

## 外部連結
- Official website （页面存档备份，存于）
- 互联网电影数据库（IMDb）上《21 Grams》的资料（英文）
- Article on the cinematography of 21 Grams （页面存档备份，存于） from American Cinematographer
- The science behind 21 Grams （页面存档备份，存于）